# Theodor Guschlbauer
Theodor Guschlbauer (né le 14 avril 1939 à Vienne) est un chef d'orchestre autrichien.

## Biographie
Theodor Guschlbauer étudie au conservatoire de Vienne, notamment avec Hans Swarowsky.
Il dirige notamment l'orchestre philharmonique de Vienne, l'Orchestre du Gewandhaus de Leipzig, le Deutsches Symphonie-Orchester Berlin, l'Orchestre symphonique de la Radiodiffusion bavaroise, l'Orchestre de Paris, l'Orchestre de la Scala de Milan, l'Orchestre de la Suisse romande, l'Orchestre de l'Académie nationale Sainte-Cécile à Rome, l'Orchestre de la RAI de Turin, l'Orchestre symphonique de Londres.
De 1969 à 1975, il est directeur musical de l'Opéra de Lyon.
Il est de 1983 à 1997 chef de l'Orchestre philharmonique de Strasbourg, ainsi que directeur musical de l'Opéra national du Rhin de 1983 à 1989.
De 1997 à 2002, il est directeur musical de l'Orchestre philharmonique de Rhénanie-Palatinat.